# Jean de la Huerta
Pour les articles homonymes, voir Huerta.
Juan de la Huerta, dit Jean de la Huerta (1413 - vers 1462) est un sculpteur espagnol originaire de Daroca en Aragon, essentiellement actif dans le duché de Bourgogne.

## Biographie

### Un artiste mystérieux
Jean de la Huerta est resté assez méconnu avant la fin du XXe siècle. On sait en effet peu de choses sur sa biographie alors qu’à l’évidence, cet artiste possède une puissante personnalité qui causera bien des soucis à ses commanditaires : il abandonne parfois son travail, il « cherche » de l'or, etc. Son nom, son prénom ainsi que ses origines mêmes ont posé problème dans l'historiographie contemporaine : certains ouvrages historiques du XIXe siècle le présentent d'abord comme « Aveyronnais » ou « Avignonnais ». Il s’agissait probablement de coquilles car il ne fait plus de doute aujourd’hui qu’il était AragonaisDe même, l'attribution qui lui est faite de certaines œuvres est encore contestée (bas-reliefs ornant la Capilla de los Corporales (Daroca), par exemple). Ayant réalisé la majorité de ses œuvres en Bourgogne, son talent n’a été révélé que tardivement, notamment grâce à l’exposition que lui a consacrée le musée des beaux-arts de Dijon en 1972. On mesure alors mieux son importance dans l’évolution de la sculpture bourguignonne du XVe siècle.

### Le parcours bourguignon
Entre 1439 et 1441, on trouve une première trace de Jean de la Huerta et de ses productions avec les pleurants des tombeaux commandés par Louis de Chalon, prince d'Orange, et destinés à l'abbaye cistercienne de Mont-Sainte-Marie, aux Granges-Sainte-Marie (près de Nozeroy, dans le comté de Bourgogne). Un contrat du 8 février 1439 détaille cette commande : « trois tombeaux avec des pleurants ». Il s'agit peut-être de la raison principale de la venue de l'artiste dans la région. Formé dans son propre pays à l'art funéraire d'inspiration burgondo-flamande, de la Huerta est alors considéré comme le meilleur « imagier » résidant en Bourgogne.

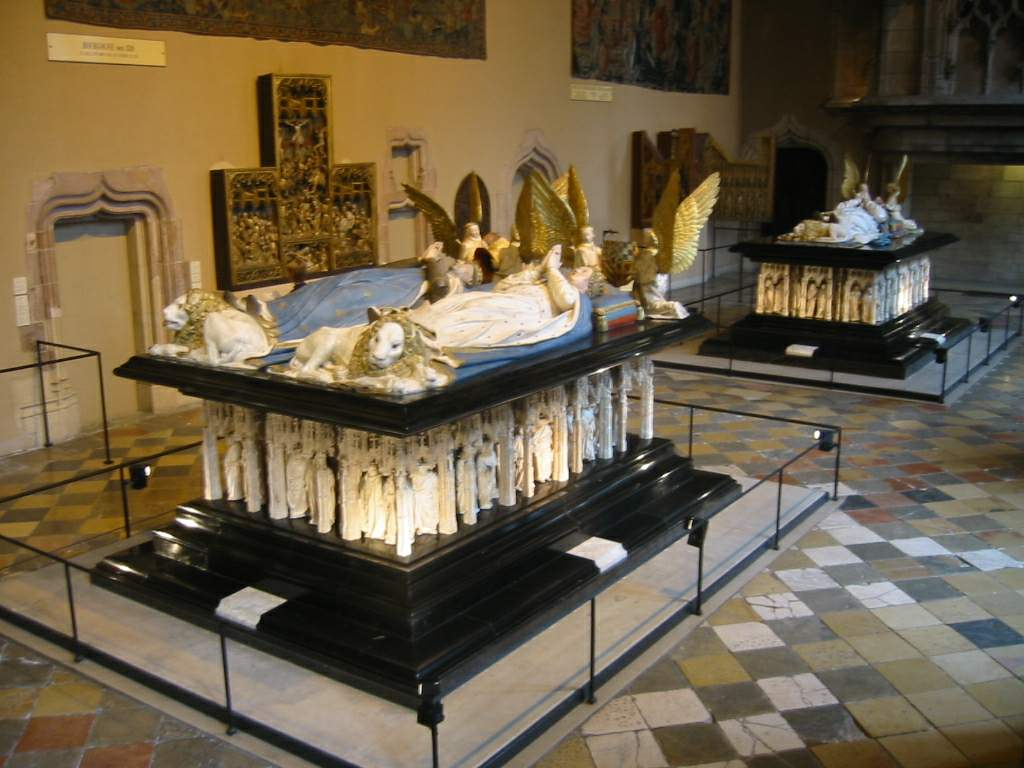
Claus de Werve, Jean de la Huerta et Antoine Le Moiturier, Tombeau de Jean Sans Peur et de Marguerite de Bavière, Dijon, palais des ducs de Bourgogne.

C'est aussi en 1439 que la mort de Claus de Werve laisse inachevé le tombeau de Jean sans Peur (1371-1419) et de Marguerite de Bavière (1363-1423) commandé par le duc de Bourgogne Philippe le Bon. Sur insistance du personnel de la Chambre des Comptes, le duc engage Jean de la Huerta le 23 mars ou le 23 mai 1443 afin qu’il achève le monument funéraire en moins de quatre ans. L’artiste doit se conformer au projet initial, probablement dû à Claus de Werve. Le contrat spécifiait déjà que ce tombeau devait être « aussi bon, ou meilleur, de mêmes hauteur et longueur », que celui de Philippe le Hardi. Il précisait les matériaux qui devaient être employés et non encore rassemblés par de Werve : marbre noir de Dinant (dalle et soubassement), albâtre de Salins (pleurants, arcatures et gisants).
Parallèlement, le sculpteur propose ses services dans le reste du pays bourguignon (duché comme comté). Différents livres de comptes montrent qu’il y restera au moins jusqu’en 1462. En 1443, il œuvre pour le couvent des carmélites de Chalon-sur-Saône. En novembre 1444, il reçoit une commande pour un retable dans l'ancienne église Saint-Jean de Dijon. Le travail est achevé mais, en 1445, c'est l'église qui est rebâtie, entraînant la disparition de l'œuvre. Philippe Machefoing, vicomte-maïeur (maire) de Dijon et conseiller du duc, lui commande une chapelle funéraire pour ses parents, Monnot et sa femme, Jeanne de Courcelles, dans la collégiale Saint-Jean-Baptiste de la châtellenie ducale de Rouvres (1448). Vers 1450, on trouve encore sa trace, ou celle de disciples d'ateliers affiliés, dans plusieurs églises paroissiales, notamment avec de nombreuses Vierges à l'Enfant. Jean de la Huerta a aussi travaillé pour la famille du chancelier Rolin à Autun, entre 1449 et 1450. C'est également un « chercheur d'or » : il obtient du duc l'exclusivité pour l'exploitation des « mines d'or, d'argent et d'azur » en Bourgogne.

### Les difficultés et la fuite
Pour autant, il semble que La Huerta éprouve de grandes difficultés à réaliser la commande ducale : il rompt par deux fois les blocs d’albâtre destinés à la taille des gisants des défunts. Lassé ou inquiet, il fuit Dijon à la fin décembre 1456 et se réfugie soit à Mâcon, soit à Chalon, chez ses anciens protecteurs des Carmes. En 1457, il a des démêlés avec l’official de Besançon concernant les tombeaux de Mont-Sainte-Marie. On perd ensuite sa trace bourguignonne après le 4 février 1462 : il était alors malade à Chalon. C’est Antoine Le Moiturier, sculpteur avignonnais, qui reprend la suite du tombeau ducal en 1461 : il termine la sculpture des pleurants, des gisants et des lions (1470). Par un contrat en date du 4 novembre 1466, ce dernier tiendra d’ailleurs à préciser la part respective des deux derniers artistes. Il semble ainsi que Jean de la Huerta a exécuté le plus grand nombre de pleurants, ceux présentant une attitude mouvementée et des effets de drapé (remous de plis), créant une ambiance agitée dans le cortège.
Par la suite, on pense que Jean de la Huerta travaille quelque temps à Avignon : statues de Sainte Marthe, de Saint Lazare… Cependant, certains historiens[réf. nécessaire] proposent une date antérieure (1446) pour ce séjour dans la cité papale. De même, d'autres historiens[réf. nécessaire] pensent qu'il revient à Daroca ; il serait responsable des bas-reliefs qui ornent la collégiale de Santa María de los Sagrados Corporales dans cette ville. De nouvelles recherches semblent partiellement infirmer cette hypothèse : les sculptures seraient plus anciennes et de la Huerta n’y aurait participé qu’en tant qu'apprenti d'un sculpteur bourguignon qu'il aurait ensuite suivi à Dijon. On ne sait pas précisément la date de sa mort (1462 ou après).

## Œuvres
- Abbaye de Mont-Sainte-Marie : tombeaux. Commande de Louis de Chalon (1439), cet ensemble de trois tombeaux, malgré quelques vicissitudes, a été terminé par l'artiste. Des inventaires les décrivent et Gilbert Cousin, secrétaire d'Érasme, originaire de Nozeroy, en parle avec admiration. L'ensemble a été détruit à la Révolution. Il n'en subsiste que deux éléments : une pleurante en costume d'abbesse (Paris, musée du Louvre)[14],[15] et un lion (musée des beaux-arts de Besançon).
- Lons-le-Saunier : Tombeau de Jeanne de Montbéliard. Jeanne de Montbéliard, première femme de Louis II de Chalon-Arlay morte en 1445 est enterrée dans l'église des Cordeliers de Lons-le-Saunier. Son tombeau, commandé par le prince (comme les précédents), est aujourd'hui détruit. Il portait un groupe de Pitié, aujourd'hui à l'église Saint-Désiré, où l'on reconnaît la main de Jean de la Huerta. Réunissant dix personnages, il présente la Vierge au centre, le Christ sur les genoux, entourée de témoins de la mise au tombeau portant le linceul. On note des similitudes avec les figurants des tombeaux de Mont-Sainte-Marie.

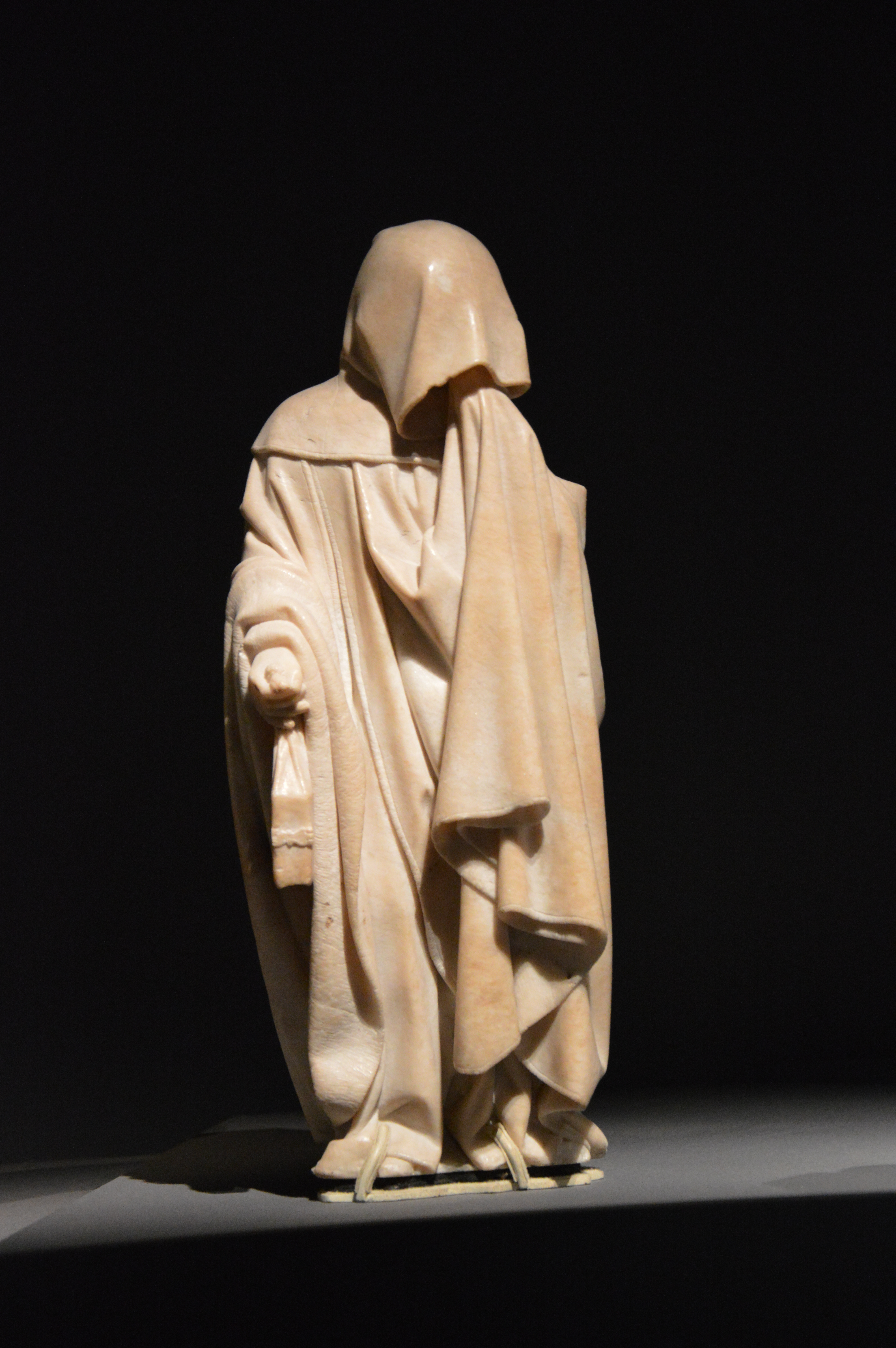
Un Pleurant du tombeau de Jean sans Peur et de Marguerite de Bavière, musée des beaux-arts de Dijon.

- Musée des beaux-arts de Dijon : Tombeau de Jean sans Peur et de Marguerite de Bavière : commencé par Claus de Werve (mort en 1439), poursuivi de 1443 à 1456 par Jean de la Huerta, le tombeau est achevé par Antoine le Moiturier de 1461 à 1470. Le contrat de 1466 précise la part revenant à de la Huerta, à savoir les deux couples d'anges qui sont à la tête des gisants ainsi que la majorité des 41 pleurants[16]. Le style de l'artiste est ici influencé par la sculpture de maître Claus Sluter, auteur du tombeau de Philippe le Hardi, notamment pour les anges tenant le heaume du duc, tout en comportant une touche personnelle (anges de la duchesse). Quant aux pleurants, ils sont remarquables par le mouvement d'ensemble et le drapé des personnages.
- Rouvres-en-Plaine, chapelle funéraire Machefoing : Retable. Commandé en 1448[17] par Philippe Machefoing, le retable, inspiré d'un modèle de l'oratoire ducal de la chartreuse de Champmol, présente trois figurants[18] : une Vierge à l'enfant[19] entre Saint Jean-Baptiste[20] et Saint Jean-l'Évangéliste[21]. Encore proche du modèle slutérien, Jean de la Huerta commence cependant à exprimer sa touche personnelle.
- Statues des églises bourguignonnes : on pense voir la main de Jean de la Huerta dans le saint Jean-Baptiste de Gergy, issu du couvent des Carmes de Chalon, et dans la Vierge Rolin d'Autun (église Notre-Dame du Châtel, érigée en collégiale en 1450). On trouve aussi sa trace dans certaines églises bourguignonnes, y compris celles de la Comté, sans savoir s'il s'agit du travail du maître ou de celui de disciples de divers ateliers affiliés. On remarque ainsi une Vierge à l’Enfant, dite Vierge des Capucins, à Pesmes (église Saint-Hilaire)[22], une Vierge à l’Enfant à Poligny (église Saint-Hippolyte)[23], une Vierge à l’Enfant à Aiserey (église Saint-Aubin)[24], une Vierge à l’Enfant à Auxonne (église Notre-Dame)[25], une sainte Barbe à Beaumont-sur-Vingeanne (église Saint-Barthélémy). Une statue en pierre représentant Saint Claude, évêque, provenant de l'église de La Grande-Verrière et offerte en 1966 par Mme Lagoute, au musée Rolin à Autun.
- Statues avignonnaises : les statues de Sainte Marthe[26] et de Saint Lazare[27],[28] provenant de l'église des Célestins (Avignon).

- Œuvres espagnoles : l'historienne d'art María del Carmen Lacarra attribue à Jean de la Huerta la paternité de la statuette (38 cm) de la Vierge du pilier vénérée dans la basilique de Saragosse[29], réalisée entre 1434 et 1443. De même, Jean de la Huerta serait responsable des bas-reliefs qui ornent la collégiale de Santa María de los Sagrados Corporales à Daroca.